# Патентен спор за ENIAC
Патентният спор за ENIAC е съкратено наименование на няколко корпоративни съдебни дела в САЩ от втората половина на XX век, свързани с конкуренцията на пазара на производителите на компютри.
В най-значимото и продължително дело Honeywell, Inc. v. Sperry Rand Corp Honeywell оспорва патента за ENIAC и искането на патентодържателя Sperry Rand да получава отчисления от произведените електронни цифрови компютри.
Спорът преминава през три фази. В началото Патентният офис на САЩ дълго време разглежда самата заявка за патент на ENIAC, отказва да го издаде, но със съдебно решение патентът е издаден през 1964 г., цели 17 години след подаването на заявката. Въз основа на получения патент Sperry Rand започва да предявява искове за отчисления от конкурентните производители на компютри. С някои от тях тя сключва споразумения за взаимно признаване на патентите на всяка, но други компании се обръщат към съда. Например в делото Honeywell, Inc. v. Sperry Rand Corp, ищецът Honeywell обвинява Sperry Rand в патентна измама и монополни практики. След мащабна подготовка, включваща 32 000 отделни доказателства, този процес трае 135 дни, включва 77 свидетеля, а с протоколи от над 20 хиляди страници става най-дългият федерален процес дотогава. Според решението на съда (1973) Honeywell е нарушил издадения патент за ENIAC, но тъй като самият патент е обявен за невалиден, не е присъдено обезщетение. Решението става повратен момент в компютърната индустрия, защото съдът потвърждава, че компаниите от бранша не дължат исканите отчисления на Sperry Rand, т.е. електронният цифров компютър става обществено достояние. Съпътстващ резултат от тази съдебна сага е обществената известност, която придобиват работата на Джон Атанасов и Клифърд Бери и създаденият от тях компютър АВС, който е отдавна забравен.
Патентният спор за ENIAC се разширява върху цялото компютърно портфолио на Sperry Rand, което включва компютрите EDVAC, BINAC и UNIVAC, както и проектираната за тях периферия – принтери и различни видове компютърна памет.

## Предистория
В края на 1930-те и началото на 1940-те години в САЩ четири големи компании активно експериментират за създаване на електронни изчислителни устройства: IBM (International Business Machines), NCR (National Cash Registers Company), Bell Telephone Laboratories (BTL) и RCA (Radio Corporation of America). До края на 1942 г. и четирите успяват да съберат малки колекции от патентни за изчислителни устройства (патентно портфолио). Фирмените екипи, които експериментират в областта на предшествениците на днешните компютри са Джеймс Брайс и Артър Дикинсон (IBM), Джозеф Деш и Роберт Мумма (NCR), Джордж Стибиц и Самуел Б. Уилямс (BTL) и Джордж Мортон и Лесли Флори (RCA)( – Таблица 1). Към корпоративните инвестиции в областта се добавя и държавата, тъй като в началото на 1940-те и особено по време на Втората световна война има голяма нужда от изчислителни устройства за автоматизиране на изчисленията при криптоанализ и съставяне на балистични таблици за нуждите на армейската и военноморска артилерия. Поради военния характер на разработките те са под прякото управление и наблюдение на службите за сигурност – Агенцията за национална сигурност (NSA) и Военноморското разузнаване (Navy Intelligence) на САЩ и са обвити в секретност.
През този период компютърните науки се развиват преди всичко в университетите в Принстън и Харвард, Масачузетс (MIT) в областта на криптографията и от 1943 г. в университета в Пенсилвания. Без това да стане широко известно, в годините преди войната Джон Атанасов от Щатския колеж в Айова, който няма традиции в компютърните науки, се е опитал да построи сметачна машина, но с настъпването на войната проектът е прекратен, след което е забравен.
За напредъка в технологиите в областта може да се съди по издадените патенти. През 1946 г. са издадени два патента: на IBM за електронен счетоводен апарат (US Pat. 2 402 988) и на NCR за електронна изчислителна машина (US Pat. 2 401 657) с приоритет от пролетта на 1941 г. Те са частично продължение (continuation in part) на предходни патенти: съответно за електронна изчислителна машина (US Pat. 2 595 045) на IBM и електронен счетоводен апарат на NCR (US Pat. 2 580 740). И двата са заявени през 1940 г., но са издадени през 1952 г. поради патентен спор между двете компании. Тези машини са десетични и изпълняват аритметични операции чрез броене. И двете машини са засекретени по време на войната и са използвани изцяло или отчасти в криптографската програма на САЩ в разбиването на японския шифър (IBM) и в шифъра на германската Енигма (NCR N-530). Пример за подобни секретни компютърни проекти са английската Colossus и американските Mammoth, N-530 (NCR Bombe, проектирана от Джозеф Деш и Роберт Мумма), „Madame X“ (X68003, Bell Laboratories, проектирана от Самуел Б. Уилямс) и др., като поради Студената война фактите за тях се разкриват едва към края на 20-и и началото на 21 век след като документите са декласифицирани.
В края на войната в Мурската школа по електроинженерство към Пенсилванския университет е готов компютърът ENIAC (Electronic Numerical Integrator and Calculator), построен, за да изчислява балистични таблици. Конструиран е в периода 1944 – 1945 г. под ръководството на Джон Моукли и Дж. Проспър Екърт-младши. След завършване на проекта Мокли и Екерт напускат университета и основават собствена компания Eckert-Mauchly Computer Company.

### Патент на ENIAC
Мокли и Екерт подават заявка за патент с над сто претенции през юни 1947 г., но поради редица оспорвания от други фирми патентът е издаден след 17 години, и то със съдебно решение. До 1973 г. се смята, че това е първият електронен цифров компютър, тъй като в издадения патент авторите го описват като „първият автоматичен, електронен, цифров компютър с общо предназначение“, макар че доста по-късно през годините се оказва, че това не е така По случай 100 години от създаването на IBM е обнародвано писмо на Джеймс Брайс, главен инженер на IBM, от 26 януари 1939 г. до президента Томас Уотсън, в което се споменават експерименти по създаване на електронно-изчислително устройство от 1938 г. На 20 януари 1940 г. Артър Дикинсън от IBM заявява патент за електронен счетоводен апарат. Това е първото изчислително устройство с електромеханична клавиатура за въвеждане на данни, изцяло електронен процесор (управление и изчисления) и дисплей за извеждане на резултата. Впоследствие в решението си по делото Honeywell v. Sperry Rand от 1973 г. съдия Ларсон определя издаването на патента за ENIAC като съдебна грешка.
Друг патент, касаещ компютърната памет, е заявен от Екерт и Мокли през 1947 и издаден през 1953 г.

## Първи патентни искове
Компанията на Мокли и Екерт не е успешна и през 1950 г. е погълната, като правата върху всички техни патенти са придобити от Sperry Rand. С някои от своите конкуренти Sperry Rand сключва споразумения за взаимно признаване и обмен на патенти, но срещу други предприема съдебни дела. За целта създава дъщерна компания Illinois Scientific Developments, Inc. (ISD), която да се грижи за спазване на корпоративните патентни права.

### Sperry Rand vs. Bell Telephone Laboratories
Още в процеса на разглеждане на заявката за ENIAC възникват спорове, които се налага да бъдат решени по съдебен път. През 1952 г. Патентният офис на САЩ декларира зависимост на патента на ENIAC от патент на С. Б. Уилямс от Bell Telephone Laboratories (BTL) за автоматичен електронен цифров компютър, признава неговия приоритет и направо отказва да издаде патент за ENIAC. Автоматичният електронен цифров компютър на Самуел Б. Уилямс е с общо предназначение (general purpose) и изпълнява в произволна последователност знакови аритметични (signed arithmetic) операции събиране, изваждане, преместване, умножение, деление и корен квадратен. За изчисленията се използват акумулатори, т.е. регистри за натрупване, реализирани с тригерни лампи, които са първообраз на статичните памети.
В отговор Sperry Rand оспорва този отказ и на свой ред завежда патентен иск срещу BTL, с което стартира втората фаза на спора в окръжния патентен съд в Ню Йорк за нарушаване на договорка (stipulation). Разпити на свидетели не са провеждани и решението е взето през септември 1962 г. Въпреки че BTL представя доказателства за публикуване и разкриване на ENIAC преди критичната му дата, т.е. доказателства за невалидност на патента, те не са приети от съда и Sperry Rand печели делото. Съдът признава служебно патента на ENIAC и разпорежда такъв да бъде издаден през 1964 г. Решението на съда от 1962 г. по това патентно дело се окачествява от съдия Ларсон през 1973 г. като съдебна грешка. Като причина за това се посочва извънсъдебното споразумение между Western Electric Company (представлява Bell Ssytems, включително BTL) и Sperry Rand за взаимно лицензиране на цялото патентно портфолио.

### ISD vs Honeywell
През 1965 г. ISD предявява искове срещу Honeywell за нарушение на патента за „първия електронен цифров компютър“ и срещу Control Data Corporation (CDC) – за нарушение на патента за регенеративната памет. През 1966 г. излиза книгата на Ричард Колер Ричардс „Electronic Digital Systems“ (Ричардс е сред студентите, помагали при работата върху ABC, завършил колежа в Айова през 1943 г.) и в нея за първи път се споменава компютърът на Атанасов-Бери в смисъл, че може би това е първият електронен компютър. Въз основа на тази информация правният отдел на Honeywell започва подготовка за предявяване на съдебен иск за патентна измама срещу Sperry Rand, като се опитва да докаже, че патентът за ENIAC е невалиден, а освен това я обвинява в монополни практики.
Адвокати на CDC, Honeywell и GE осъществяват контакт с Джон Атанасов през пролетта на 1967 г. и го привличат като консултант в предстоящата съдебна битка.
На 26 май 1967 г. ISD завежда съдебен иск в окръжния съд в Ню Йорк за 250 милиона долара срещу Honeywell за нарушаване на патента на ENIAC. По-късно искът е намален на 20 милиона.
На същия ден, 26 май 1967 г. Honeywell завежда съдебен иск в окръжния съд в Минесота за 60 милиона долара срещу Sperry Rand за нарушение на антимонополния закон Шърман (Sherman) от 1890 г., монополизиране на индустрията за електронна обработка на данни чрез придобиване и лансиране на патент чрез измама, за нарушаване на антимонополната поправка Клейтън (Clayton) от 1914 г. и за преференциално лицензиране.
С този патентен иск Honeywell оспорва лицензни претенции на Sperry Rand от порядъка на над 200 милиона долара за целия период на патента, отправени към няколко фирми за оборудване за електронна обработка на информацията (Honeywell, IBM, General Electric, RCA, CDC, NCR, Philco-Ford, Burroughs и др.). Делото „Honeywell, Inc. vs Sperry Rand Corp.“ е третата, най-важна фаза от съдебния спор относно патента на ENIAC и се свежда до въпроса: „Трябва ли Honeywell да плати на Sperry Rand 20 милиона долара за нарушаване на патента на ENIAC или Sperry Rand трябва да плати 60 милиона долара на Honeywell за вреди, нанесени от монополни практики?“

## Honeywell vs. Sperry Rand Corp.
Двете дела са обединени в едно общо, станало известно като делото ENIAC (на английски: ENIAC on trial) или Honeywell vs. Sperry Rand Corp., като Honeywell е ищецът, Sperry Rand (SR) и Illinois Scientific Developments (ISD) са ответници.
Съдебният иск в частта си за патент, придобит чрез измама, се основава на доказания факт, че авторите са били запознати с работата на Джон Атанасов и компютъра АВС и твърдението им, че ENIAC е „първият автоматичен, електронен, цифров компютър с общо предназначение, който ни е известен“ в декларацията за известно технологично ниво, е опит за измама по член 102 алинея а)„... устройството е предварително известно и практикувано от други ...“ от Патентния закон на САЩ. Фразата „...който ни е известен“ е ключът за разбиране на патентното дело, защото невалидност по член 102 а) не е била обект на друго дело.
На 29 август 1969 г. Honeywell завежда допълнение в иска, с която добавя още 25 патента на Sperry Rand в допълнение на патента на ENIAC с подобни нарушения. Списъкът включва патента за регенеративната памет, както и такива, свързани с BINAC и UNIVAC. Тази поправка превръща патентното дело Honeywell v. Sperry Rand в мега дело. Мащабната му подготовка включва 77 свидетели, 32 000 отделни доказателства, процесът трае 135 дни и с протоколи от над 20 хиляди страници става най-дългият федерален процес дотогава. Решава се в Минесота от съдията Ърл Ларсон между 1 юни 1971 и 13 март 1972, а съдебното решение от 420 страници Findings of Fact, Conclusions of Law and Order for Judgment е издадено на 19 октомври 1973.

### Аргументи за зависимост на ENIAC от Атанасов
В решението си съдия Ларсън пояснява критериите, според които Патентният офис на САЩ счита едно устройство готово за патентоване: когато бъде завършено, готово за практическо използване в оперативна форма, т.е. когато експериментите са приключили, готово е за редовна експлоатация и изпълнява това, за което е проектирано.
Аргументът на Honeywell срещу валидността на патента на ENIAC е, че в нарушение на член 35U.S.C.102(а) от Патентния закон на САЩ, „...изобретението е известно и практикувано от други...“ В подкрепа на аргумента Honeywell посочва претенции 88, 89 и 90 от патента на ENIAC. Това са единствените претенции от общо 148, по които ENIAC прилича на компютъра ABC.
Контрааргументът на Sperry Rand е, че тъй като компютърът ABC не е бил доведен до полезно състояние в съответствие с член 35U.S.C.101 от Патентния закон на САЩ (не е завършен, не е готов за редовна експлоатация и не е в оптимална форма, т.е. не изпълнява това, за което е проектиран), не може да се счита, че „...изобретението е известно и практикувано от други...“ и следователно ENIAC не е извлечен от ABC.( – стр. 242)

### Решенията на съда
Решението е разделено на три части – в т. 1-т. 12 се дискутират валидността и приложимостта на патента, т. 13-т. 23 се отнасят към антимонополните практики в резултат на лицензирането и прилагането на патента и т. 24-т. 26 касаят компенсациите.
Валидност и приложимост на патента на ENIAC
- 1. Публично използване („Public Use“)

Съдът дискутира привеждането на ENIAC в оперативно състояние (напълно приключени тестове) и пълна готовност за практическо използване. ENIAC е завършен към средата на ноември 1945 г. (т. 1.1.2) и през декември 1945 – февруари 1946 г. е в експлоатация (не тестова фаза) (т. 1.1.3). Изчисленията, извършени на 10 декември 1946 г. в Лос Аламос са първата задача, решена на ENIAC (т. 1.1.4). Съдът констатира, че Екерт и Моукли лично са предлагали ENIAC на клиенти за практическо използване много преди т.нар. критична дата 26 юни 1946 г., (1 година преди подаване на заявка за патент), и следователно патентът е невалиден (т. 1.2.5). Представените дневници на разработката всъщност са дневници по поддръжка (т. 1.5.4.2).
- 2. В продажба („On Sale“)

Съдът констатира, че още през юли 1944 г. малкият ENIAC (конфигурацията с два акумулатора) е продаден на Army Ordnance (артилерията), много преди критичната дата (т. 2.1.4). Затова патентът е невалиден поради доказани практическо използване, продажба и публикуване на подробности за ENIAC повече от една година преди датата на подаване на заявката.
- 3. Моукли и Атанасов („Atanasoff“)

Съдът констатира, че Джон Атанасов и Джон Моукли са имали професионални контакти в областта на проектирането на цифрови компютри и потвърждава зависимост на претенции 88 и 89 от патента на ENIAC от ABC (т. 3.1.2 и т. 3.1.3). Съдът констатира, че Моукли извлича изобретения автоматичен електронен цифров компютър от ABC (т. 3.1.18). Съдът квалифицира показанията на свидетеля Атанасов като достоверни (т. 3.1.19).
- 4. Изобретател („Inventor“)

Съдът констатира, че подавайки заявката, Екерт и Моукли са подписали декларация с невярно съдържание: че са изобретили ENIAC сами т.е. няма други изобретатели (т. 4.1.2). Съдът констатира, че в разработката на ENIAC са участвали още и Arthur W. Burks (автор на книгата „The First Electronic Computer: The Atanasoff Story“), Joseph Chedaker, Chuan Chu, James Cummings, John H. Davis, Harry Gail, Robert Michael, Frank Mural, Thomas Kite Sharpless и Robert Findley Shaw (т. 4.3.8). Съдът констатира, че в началото на 1944 г. Самуел Б. Уилямс от BTL е проектирал устройство за временно съхранение на въведена информация, което е разкрито пред екипа на ENIAC и по-късно използвано в компютъра ENIAC (т. 4.2.7).
В следващите две точки съдът разглежда противопоставянето на други патенти на патента на ENIAC.
- 5. Оригинални претенции („Claims not Anticipated“)

Съдът не признава зависимост на патента на ENIAC от патентите на Morton и Florry. Съдът не признава зависимост на ENIAC от патента на Мумма, тъй като електронният цифров компютър на Мумма изпълнява единични операции събиране, изваждане, умножение и деление.(т. 5.1.34) Патентът на Мумма е бил противопоставен на ENIAC от експертизата на Патентния офис.
- 6. Очаквани претенции (не са новост) („Claims Anticipated“)

Съдът потвърждава зависимост на претенции 83, 86 и 88 в патента на ENIAC от патента за умножител на Фелпс. (т. 6.1).
В следващите две точки съдът разследва оповестяването на важна информация преди подаването на заявка.
- 7. „The First Draft Report“

Съдът разкрива хронологията на контактите между Моукли и фон Нойман и потвърждава, че някои от претенциите в патента са зависими от доклада на фон Нойман The First Draft т.е. разкрити са преди критичната дата (1 година преди заявката на патента)(т. 7.3.4.1).
- 8. „The AMP report and Burks Article“

Съдът потвърждава, че има още две публикации: т.нар. AMP рапорт и статията на Burks „Super Electronic Computing Machine“, излезли преди критичната дата (1 година преди заявката на патента).(т. 8.1)
Следва разискване на термина „импулс“, тъй като по това време няма понятие „цифров“ (не-аналогов) и „импулс“ до известен степен го замества
- 10. Импулс („Pulse“)

Съдът отсъжда корекциите на термина „импулс“ направени на 20 май 1963 г. за невалидни. (т. 10.1) Това е свързано с дефиницията на „импулс“ не по-малко от 2 μs. По тази дефиниция всички импулси по-къси от 2 μs не нарушават патента.
- 11. Закъснение („Delay“)

Съдът определя корекциите на термина „импулс“, направени на 20 май 1963 г. като злоупотреба с продължителността на заявката за патент на ENIAC.(т. 11.1.6) Съдът констатира, че по време на експертизата на патента на ENIAC, през 1951 г. Патентният Офис е установил плагиатство на Екерт и Моукли, които директно са копирали претенции на Роберт Мумма от неговия патент US Pat. No. 2 495 075. (т. 11.4.2)
Най-важната точка, що се отнася до валидността на патента:
- 12. Валидност („Validity“)

Съдия Ларсън пояснява, че „използването на идеи от устройство преди времето на въпросното изобретение, независимо дали впоследствие устройството е изоставено или не, е доказателство, че тези идеи са включени в по-късна разработка по същата тематика и не могат да бъдат част от изобретението“. Като се има предвид, че Моукли е получил пълна информация за ABC от Атанасов, претенции 88, 89 и 90, са достатъчни за деклариране на зависимост.
В т. 12.3 съдът отсъжда, че патентът на ENIAC е невалиден. По-конкретно в т. 12.2.3.3 се казва, че „използване на изобретение на човек, различен от изобретателя, ..., е обществено достъпно и вграждането му в изобретение е неуместно“. Става въпрос за неспоменаването на другите автори, посочени в т. 4. В допълнение, ENIAC е бил в продажба повече от една година преди заявяване на патента и поради това патентът е невалиден (т. 12.4). Съдът отсъжда, че Екерт и Моукли са извели общата концепция (broad subject matter) от Атанасов, като поне две претенции (88 и 89) са заимствани от Атанасов (т. 12.7.3), други три претенции са очевидни по Byron Phelps (т. 12.7.4), няколко претенции, свързани с термина „импулс“ са невалидни, а други претенции са очевидни от предварително публикувания „The First Draft“.
- 13. Измама на Патентния офис („Fraud on the Patent Office“)

Съдът констатира, че Атанасов е видял ENIAC на 26 октомври 1946 г., но повече от 20 години не е отстоявал, че ENIAC машината съдържа негови разработки.(т. 13.25.2) Honeywell не е успял да докаже зависимост на 16 претенции от машината на Атанасов или на която и да е негова работа (т. 13.25.3). Екерт и Моукли са подписали две декларации, че са единствените изобретатели, въпреки възраженията и претенциите на двама други участници в проекта (Robert F. Shaw и T. Kite Sharpless) (т. 13.27.7, т. 13.27.8 и т. 13.27.9)
Анти монополни практики
- Sperry Rand е нарушила анти-монополния закон Шърман и анти-монополната поправка Clayton, но поради недоказани финансови загуби съдът не присъжда финансова компенсация на Honeywell[25].

- Honeywell е нарушил патентните права на ENIAC, но поради невалидност на патента съдът не присъжда финансова компенсация на ISD[26].

## Sperry Rand vs. Control Data Corp.
Sperry Rand води друго дело срещу CDC (Control Data Corp.) през април 1968 и касае компютърната памет: в иска се посочва нарушаване на правата върху патента за магнитен диск US Pat. 2 617 705 и патента за регенеративна памет US Pat. 2 629 827. CDC доказва, че Sperry Rand няма права върху патента за магнитната памет.
Регенеративната памет на Екерт и Моукли използва за носител на информация акустична вълна. В патента за нея Екерт и Моукли описват и електростатичен вариант като друг начин на реализация. В съда CDC твърди, че патентът е невалиден, защото електростатичният вариант използва кондензатори, като носител на информацията е зарядът, т.е. решението на Атанасов от 1942 г. На 7 април 1971 г. Iowa State University Research Foundation подава молба Джон Атанасов да бъде добавен към ищците и вписан като съавтор на патента за регенеративната памет. Съдът я отхвърля, но призовава Атанасов като свидетел. Тъй като патентът за регенеративната памет е свързан с по-голямото дело Honeywell vs. Sperry Rand, съдебният състав изчаква решението по него. След решението на съдия Ларсън, който констатира, че:
1. идеята на Атанасов за регенериране на паметта е използвана в EDVAC[28],
2. патентът за регенеративната памет е невалиден поради разкритията, направени в рапорта на фон Нойман преди критичната дата[29],

а освен това патентът за регенеративната памет е с изтекъл срок на действие, съдебното дело Sperry Rand v. Control Data Corp. е прекратено.

## Значение
Значението на патентния спор ENIAC e описано в решенията на съдия Ларсон т. 13.2 и т. 13.3.
Всъщност обявявайки патента за „електронен цифров компютър“ за невалиден, съдът решава делото в полза на конкурентните фирми-производителки на оборудване за обработка на информация, тъй като всяка компания може да конструира и произвежда такива компютри без да е задължена да плаща отчисления (royalties) за самата идея.

### Кой е първият компютър
Съдът не решава кой е първият автоматичен електронен цифров компютър с общо предназначение, а разглежда хронологията на определени патентни заявки. Съдът оценява решението на Бюрото на Патентния Офис на САЩ от 1955 г. да не бъде издаден патент на ENIAC поради установена зависимост от патент на BTL, за правилно. Така компютърът на Самуел Б. Уилямс е първият универсален, автоматичен, електронен, цифров компютър. Към датата на решението на съда действието на неговия патент е изтекло.
По отношение на компютъра АВС, който често се сочи за първия електронен цифров компютър, макар и недовършен и непатентован, документите, представени от Патентния офис на САЩ и Honeywell като доказателства по делото доказват, че ABC не е най-ранният образец на електронен (използващ електронни лампи), цифров (работещ с импулси) компютър, но е най-ранният известен модел на двоичен електронен суматор.

### Признание за Атанасов
Във въведението съдът квалифицира ABC компютъра като един от най-ранните автоматични, електронни, цифрови компютри, но не и като най-ранния или първия. Съдът подробно проследява контактите между Моукли и Атанасов, потвърждава зависимост на претенции 88 и 89 в патента на ENIAC от ABC компютъра (т. 3.1.2 и т. 3.1.3) и констатира, че Моукли извлича идеята за електронен цифров компютър от ABC.(т. 3.1.18).
Освен това в т. 13 съдът констатира, че Атанасов е видял ENIAC на 26 октомври 1946 г., но не е възразил срещу проекта. Нещо повече, в продължение на повече от 20 години той не е претендирал ENIAC да съдържа негови разработки (т. 13.25.2). Ищецът Honeywell използва свидетеля Атанасов, за да докаже, че думите „known to us“ от фразата-претенция „first general purpose automatic electronic digital computing machine known to us“ в патента на ENIAC са неверни и успява. Въпреки това Honeywell не е успял да докаже зависимост на 16 претенции от машината на Атанасов или на която и да е негова работа, нито е успял да докаже с ясни доказателства умишлено планирана и внимателно изпълнена измамна схема от Екерт и Моукли и техните адвокати спрямо работата на Атанасов (т. 13.39.9-т13.39.20).
Въпреки това съдебното дело прави работата на Атанасов публично достояние и той получава признание като един от компютърните пионери.

### Промяна в законодателството
Патентният спор „ENIAC“ води до патентната реформа от 1973 г. (Patent Reform Act 1973), предложена от сенатор Филип Харт. В съответствие с нея Патентният офис става независим от Търговската камара, а изслушванията на патентните спорове стават публични, т.е. премахва се възможността за тайни договорки между страните.